# Ozarba elaphina
Ozarba elaphina är en fjärilsart som beskrevs av Hans Rebel 1948. Ozarba elaphina ingår i släktet Ozarba och familjen nattflyn. Inga underarter finns listade i Catalogue of Life.